# Saint-Maixent
 Saint-Maixent  es una población y comuna francesa, situada en la región de Países del Loira, departamento de Sarthe, en el distrito de Mamers y cantón de Montmirail (Sarthe).

## Demografía
| 872 | 844 | 692 | 574 | 614 | 668 |
| Para los censos de 1962 a 1999 la población legal corresponde a la población sin duplicidades (Fuente: INSEE [Consultar]) |     |     |     |     |     |